# Forever (album de Puff Daddy)
Pour les articles homonymes, voir Forever.
Albums de Puff Daddy
No Way Out
(1997) The Saga Continues...
(2001)
Singles
1. P.E. 2000
Sortie : 6 juillet 1999
2. Satisfy You
Sortie : 13 octobre 1999
3. Do You Like It... Do You Want It...
Sortie : 19 décembre 1999

Forever est le deuxième album studio de Sean Combs (sous le nom de Puff Daddy), sorti le 24 août 1999.
L'album s'est classé 1er au Top R&B/Hip-Hop Albums, 2e au Billboard 200 et 14e au Top Internet Albums et a été certifié disque de platine par la Recording Industry Association of America (RIAA) le 24 septembre 1999.

## Liste des titres
| No  | Titre | Contient un (des) sample(s) de                                                  | Durée |
| --- | --- | ------------------------------------------------------------------------------- | ----- |
| 1.  | Forever (Intro) (Produit par Sean « Puffy » Combs et Mario Winans)                                                                                            |                                                                                 | 1:51  |
| 2.  | What You Want (featuring Lil' Kim – Produit par Zach White)                                                                                                   |                                                                                 | 4:30  |
| 3.  | I'll Do This for You (featuring Kelly Price et Ma$e – Produit par Sean « Puffy » Combs, Mario Winans et Ron « Amen-Ra » Lawrence)                             | Get Off de Foxy                                                                 | 5:00  |
| 4.  | Do You Like It... Do You Want It... (featuring Jay-Z – Produit par Sean « Puffy » Combs et Daven « Prestige » Vanderpool)                                     | Action d'Orange Krush                                                           | 3:54  |
| 5.  | Satisfy You (featuring R. Kelly – Produit par Sean « Puffy » Combs et Jeffery « J-Dub » Walker)                                                               | I Got 5 on It de Luniz featuring Mike Marshall Sexual Healing de Marvin Gaye    | 4:48  |
| 6.  | Is This the End (Part 2) (featuring Twista et Cheri Dennis – Produit par Sean « Puffy » Combs et Dent)                                                        |                                                                                 | 4:40  |
| 7.  | I Hear Voices (featuring Carl Thomas – Produit par Sean « Puffy » Combs, Nashiem Myrick et Carlos « 6 July » Broady)                                          | Bamboo Child de Ryō Kawasaki                                                    | 5:14  |
| 8.  | Fake Thugs Dedication (featuring Redman – Produit par Sean « Puffy » Combs)                                                                                   | Paper Thin de MC Lyte                                                           | 3:13  |
| 9.  | Diddy Speaks! (Interlude) (Produit par Sean « Puffy » Combs)                                                                                                  |                                                                                 | 1:11  |
| 10. | Angels with Dirty Faces (featuring Bizzy Bone – Produit par Sean « Puffy » Combs et Ron « Amen-Ra » Lawrence)                                                 | Fantasy d'Earth, Wind & Fire                                                    | 4:10  |
| 11. | Gangsta Shit (featuring Lil' Kim et Mark Curry – Produit par Sean « Puffy » Combs et Mario Winans)                                                            |                                                                                 | 4:42  |
| 12. | P.S. 112 (Interlude) (Produit par Harve « Joe Hooker » Pierre)                                                                                                |                                                                                 | 0:59  |
| 13. | Pain (featuring G-Dep – Produit par Sean « Puffy » Combs, Nashiem Myrick et Carlos « 6 July » Broady)                                                         | Benjamin de Les McCann Children's Story de Slick Rick                           | 3:56  |
| 14. | Reverse (featuring Busta Rhymes, Cee Lo Green, G-Dep, Redman, Sauce Money et Shyne – Produit par Nashiem Myrick et Carlos « 6 July » Broady)                  |                                                                                 | 5:07  |
| 15. | Real Niggas (featuring Lil' Kim et The Notorious B.I.G. – Produit par Deric « D-Dot » Angelettie)                                                             | Real Niggaz de The Notorious B.I.G.                                             | 4:01  |
| 16. | Journey Through the Life (featuring Lil' Kim, Joe Hooker, Beanie Sigel et Nas – Produit par Sean « Puffy » Combs, Nashiem Myrick et Carlos « 6 July » Broady) | For the Good Times d'Al Green                                                   | 4:55  |
| 17. | Best Friend (featuring Mario Winans et Hezekiah Walker – Produit par Sean « Puffy » Combs et Mario Winans)                                                    | Sailing de Christopher Cross                                                    | 5:32  |
| 18. | Mad Rapper (Interlude) (featuring The Madd Rapper – Produit par Deric « D-Dot » Angelettie)                                                                   |                                                                                 | 1:14  |
| 19. | P.E. 2000 (featuring Hurricane G – Produit par Sean « Puffy » Combs)                                                                                          | Public Enemy No. 1 de Public Enemy Blow Your Head de Fred Wesley and The J.B.'s | 4:52  |

## Certifications
| Pays              | Certification | Unités certifiées |
| ----------------- | ------------- | ----------------- |
| États-Unis (RIAA) | Platine       | 1 000 000         |
| Royaume-Uni (BPI) | Or            | 100 000           |